# Esteban Cambiasso
Esteban Matías Cambiasso Deleau (pronúncia espanhola: [esˈteβaŋ kamˈbjaso] ;  nascido em 18 de agosto de 1980), apelidado de "Cuchu",  é um ex-futebolista argentino que atuava como meio-campista.
Durante sua carreira profissional, Cambiasso ganhou 21 títulos oficiais; a maioria de seus títulos foi conquistada durante suas dez temporadas na Internazionale, incluindo cinco Scudetti e a Liga dos Campeões da UEFA 2009-10.
Internacional completo desde 2000, Cambiasso conquistou 52 jogos pela Argentina e representou o país na Copa do Mundo de 2006, na Copa das Confederações de 2005 e na Copa América em 2007 e 2011.

## Carreira

### Início de carreira
Cambiasso iniciou sua carreira profissional com Argentinos Juniors em 1995, mudando-se para o Real Madrid em 1996, junto com seu irmão Nicolás Cambiasso. Em 1998, ele voltou para a Argentina, onde jogou por três anos no Independiente e um no River Plate. Durante esse tempo, ele ganhou o apelido de "Egg in a bun". Com alguma boa experiência, ele voltou ao Real Madrid em 2002. Ele ajudou o Los Blancos a vencer a Supercopa da UEFA e a Copa Intercontinental em 2002, e a Liga e a Supercopa de España em 2003, chegando também às semifinais da Liga dos Campeões da UEFA naquela temporada. Cambiasso também chegou à final da Copa del Rey na temporada seguinte.

### Internazionale
Em julho de 2004, Cambiasso assinou contrato com o clube Internazionale, da Serie A, depois que seu contrato com o Real Madrid expirou em junho. Ele ajudou a Inter a vencer a Coppa Italia durante sua primeira temporada no clube, jogando regularmente como meia defensivo, em parceria no meio-campo da Inter com o argentino Juan Sebastián Verón. Na Itália, ele ficou conhecido como um dos jogadores mais destacados da temporada 2004-05, junto com o Kaká, do Milan.
Durante a partida de volta da final da Coppa Italia de 2006, Cambiasso marcou um gol impressionante, o primeiro da partida, pela vitória por 3 a 1 sobre a Roma. Em 9 de setembro de 2006, ele marcou duas vezes no jogo de abertura da temporada, com a Inter derrotando a Fiorentina por 3 a 2. Em 7 de novembro de 2007, ele e Zlatan Ibrahimović marcaram um gol para derrotar o CSKA Moscow por 4 a 2 na Liga dos Campeões. Em 23 de dezembro, Cambiasso marcou o gol da vitória para a Inter, que veio de trás para derrotar o rival da cidade, o Milan, por 2 a 1 no Derby della Madonnina.
Em 23 de março de 2009, foi anunciado que Inter e Cambiasso chegaram a um acordo sobre uma renovação de contrato, estendendo seu contrato no clube até 2014. Ele também foi muito importante na vitória da UEFA Champions League de 2009-10, marcando o segundo gol de uma vitória por 2 a 1 sobre o Chelsea no San Siro, resultado que acabou ajudando a Inter a vencer a final, 2 –0, contra o Bayern de Munique em 22 de maio de 2010. Em uma partida da Liga dos Campeões contra o Twente, em 24 de novembro, Cambiasso marcou o único gol do jogo, garantindo um lugar na rodada eliminatória para os titulares. Em 9 de janeiro de 2011, Cambiasso marcou duas vezes, enquanto o Inter desceu um gol para derrotar o Catania por 2 a 1.
Cambiasso recebeu o primeiro cartão vermelho de sua carreira na Inter em 30 de março de 2013 por um ataque imprudente a Sebastian Giovinco; ele foi suspenso por uma partida. Em 22 de setembro de 2013, Cambiasso marcou o sexto gol da Inter em sua goleada por 7 a 0 sobre o recém-promovido clube Sassuolo. Quatro dias depois, Cambiasso ajudou o Inter a passar de um gol em casa para a Fiorentina, marcando o primeiro gol do Inter na vitória por 2 a 1.
No final da temporada 2013-14, Cambiasso deixou o Inter porque seu contrato expirou e ele não recebeu uma extensão. O diretor técnico Piero Ausilio disse: "Ele esperou nossa decisão até agora, e por isso deve ser agradecido, mas estou convencido de que, no futuro, ele terá um papel na Inter".

### Leicester City
Em 28 de agosto de 2014, Cambiasso assinou um contrato de um ano com o recém-promovido clube da Premier League, Leicester City, ingressando em uma transferência gratuita, tendo sido liberado pela Inter no final de sua temporada 2013–14. Em sua primeira entrevista desde que ingressou no clube, Cambiasso citou a busca desesperada do clube por ele e a atração pelo futebol da Premier League como os motivos que ele assinou. Ele foi convocado para seu primeiro jogo três dias após a contratação, um empate por 1 a 1 no King Power Stadium contra o Arsenal, como substituto não utilizado. Cambiasso estreou no Leicester em 13 de setembro contra o Stoke City, entrando como substituto no intervalo e impressionando na vitória por 1 a 0 do clube, a primeira da temporada da liga. Seu primeiro gol foi um empate, já que o Leicester venceu o Manchester United por 5 a 3 em casa, depois de perder por 1 a 3 com 30 minutos para jogar. Cambiasso marcou seu segundo gol da temporada, um jogo de abertura no quarto minuto, após uma assistência de Leonardo Ulloa, na derrota por 3 a 2 contra o Queens Park Rangers em Loftus Road. Esse foi o primeiro gol do Leicester em 504 minutos sem marcar, ou 56 dias. Em 4 de abril de 2015, Cambiasso deu ao Leicester uma vantagem de 12 minutos contra o West Ham United em um jogo em que o Fox venceria por 2 a 1, sua primeira vitória na liga em oito jogos, que se estende até 10 de janeiro de 2015. Isso deu início a uma série de sete vitórias e um empate nos nove jogos finais da Premier League do Leicester, com a equipe terminando em 14º na tabela.
Em 18 de maio de 2015, nos prêmios anuais do Leicester City, as impressionantes performances de Cambiasso ao longo da temporada o levaram a receber o prêmio de Jogador do Ano, conforme votado pelos torcedores do clube. Em 24 de maio, Cambiasso marcou na derrota por 5 a 1 do QPR na partida final do Leicester na temporada da Premier League.
Em 21 de julho de 2015, foi anunciado que o clube havia oferecido um novo contrato a Cambiasso, mas recusou o contrato e ele deixaria o clube.

### Olympiacos
Em 7 de agosto de 2015, Cambiasso assinou um contrato de dois anos com os gigantes gregos Olympiacos. Ele marcou seu primeiro gol para eles em 2 de dezembro, em uma vitória fora por 4-0 contra o Panegialios na fase de grupos da Copa da Grécia. Ele marcou duas vezes em 14 jogos da Superliga da Grécia, enquanto o time de Pireu manteve o título, incluindo o empate em uma vitória em casa por 3 a 1 sobre o Panathinaikos no Derby dos inimigos eternos em 13 de março de 2016. Onze dias antes, na primeira mão da meia-final da copa contra o PAOK, ele marcou em uma vitória fora por 2 a 1, que foi abandonada devido à violência dos torcedores locais.
Cambiassio renovou seu contrato em 11 de julho de 2016. Em 9 de março de 2017, ele retornou à escalação inicial como resultado da demissão do técnico do Olympiacos, Paulo Bento, contra o Beşiktaş na primeira mão dos 16 jogos da fase de grupos da UEFA Europa League e liderou o gol de abertura do empate por 1 a 1, posteriormente sendo nomeado homem da partida.

### Aposentadoria

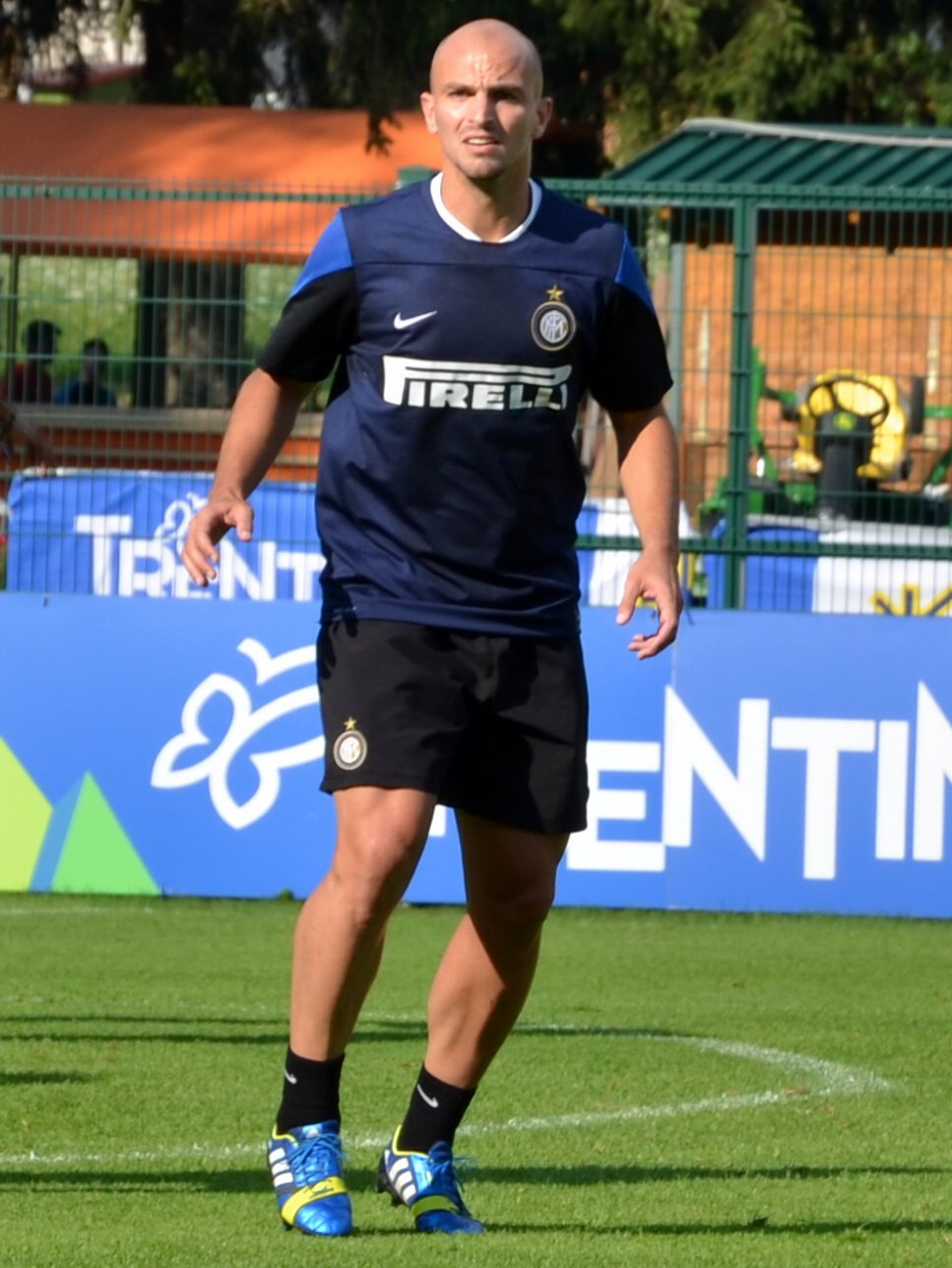
Cambiasso treina com a Inter em 2013

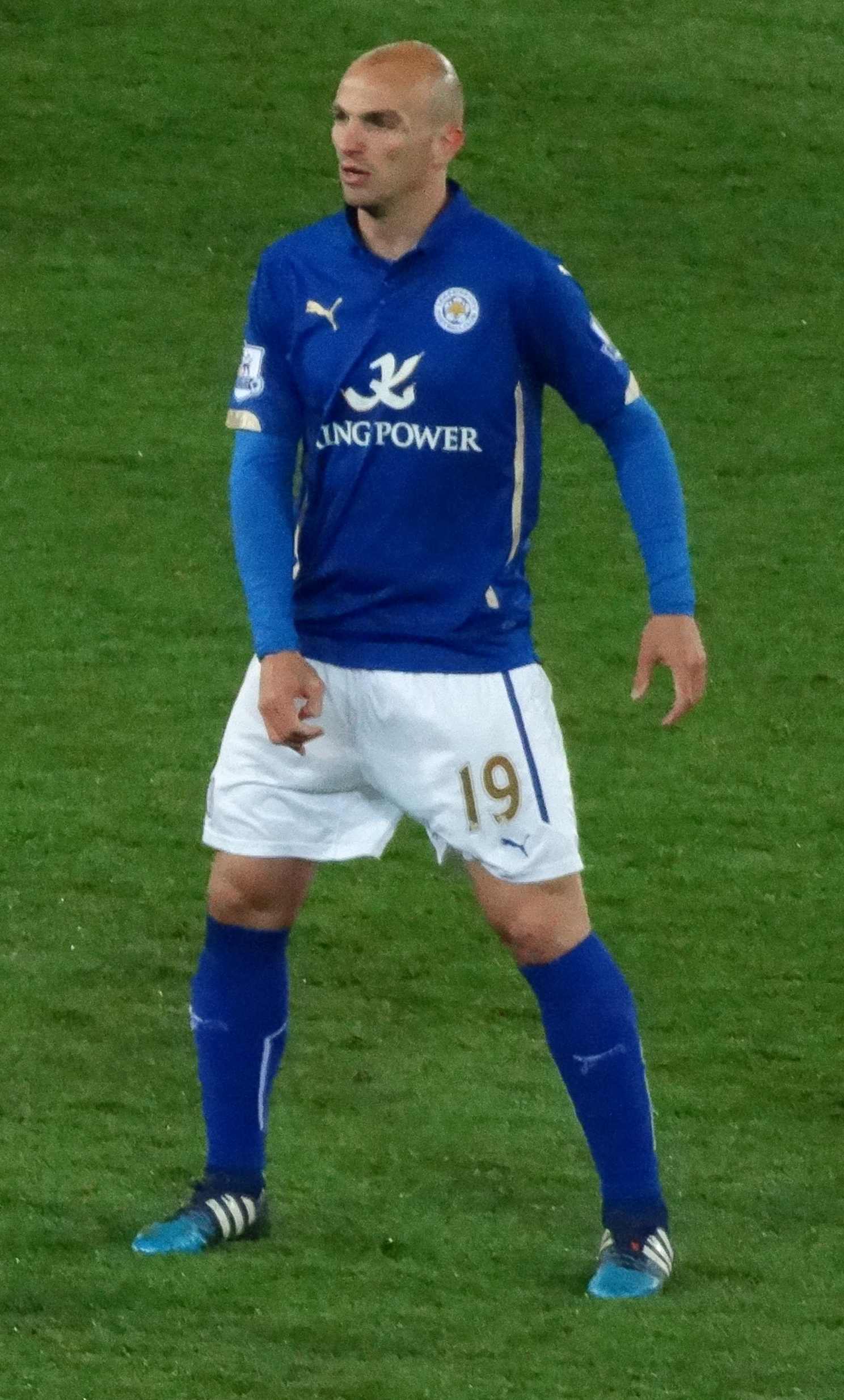
Cambiasso jogando pelo Leicester City em 2015

Em 8 de setembro de 2017, Cambiasso anunciou sua aposentadoria do futebol profissional, dois meses após o término de seu contrato com o Olympiacos. O sucesso de Cambiasso nos exames oficiais da Licença A da UEFA em Coverciano, permitindo-lhe, posteriormente, assumir um papel de assistente da Serie A ou B ou de treinador da Serie C no futuro, influenciou sua decisão de se aposentar do jogo.

## Carreira internacional
Cambiasso representou a Argentina pela primeira vez na equipe juvenil, juntamente com os companheiros de equipe nacional Juan Román Riquelme, Pablo Aimar, Walter Samuel e outros. Ele estava no elenco do Campeonato Mundial da Juventude da FIFA de 1997, onde marcou o primeiro gol na final, apesar de ser o jogador mais jovem do time, e foi o capitão do time durante a edição de 1999.
Cambiasso estreou na Argentina em 2000. Ele participou da Copa das Confederações da FIFA de 2005 com sua equipe nacional, torneio no qual a Argentina chegou à final. Em 15 de maio de 2006, ele foi nomeado na seleção argentina para a Copa do Mundo de 2006. Em 16 de junho, ele completou uma partida argentina de 24 passes com um final para marcar o segundo gol na vitória por 6-0 sobre a Sérvia e Montenegro. Na partida das quartas de final contra a Alemanha, em 30 de junho de 2006, a partida entrou em pênaltis, onde Cambiasso teve seu pênalti salvo, resultando na Argentina perdendo por 4 a 2 e na Alemanha avançando para a semifinal. No ano seguinte, ele representou seu país na Copa América de 2007, onde a Argentina chegou à final, perdendo para o rival sul-americano Brasil.
Desde que Diego Maradona assumiu o cargo de técnico da Argentina, Cambiasso foi convocado apenas uma vez para a equipe nacional em 14 de novembro de 2009 contra a Espanha  apesar de continuar desempenhando um papel vital para a Inter em sua temporada de vitórias triplas, e reafirmando seu status de um dos melhores médios centrais da Europa. Em 12 de maio de 2010, Cambiasso e Javier Zanetti, companheiro de equipe da Inter, foram controversamente excluídos da seleção provisória de 30 jogadores para a Argentina na Copa do Mundo de 2010.
Em 20 de agosto de 2010, o novo técnico argentino Sergio Batista convocou Cambiasso para a equipe nacional pelo amistoso contra a recém-coroada campeã mundial Espanha. A Argentina entregou a Espanha sua primeira derrota desde que se tornou campeã do mundo dois meses antes, conquistando uma retumbante vitória por 4 a 1 em um amistoso no Estádio Monumental, em Buenos Aires. Cambiasso também jogou pela Argentina na Copa América de 2011 em casa, onde foi eliminado pelo eventual campeão Uruguai, nos pênaltis, nas quartas de final.

## Estilo de jogo
Cambiasso é um jogador de futebol completo, versátil, consistente e moderno, que possui inteligência tática aguda e capaz de jogar em várias posições defensivas e no meio - campo ; embora predominantemente um meio-campo central, de caixa a caixa ou defensivo, ele também foi destacado como vassoura de brincadeira. Jogador forte, com o pé esquerdo, ele é dotado de resistência, boa técnica, alcance e visão de passe, atributos que lhe permitem distribuir a bola e criar chances para os companheiros de equipe. No seu auge, ele também era um jogador rápido e trabalhador que era eficaz na defensiva, graças à sua forte capacidade de atacar; depois de recuperar a posse de bola, ele também foi capaz de iniciar jogadas de ataque ou marcar gols, cortesia de seus atributos criativos e ofensivos.
O Eurosport disse sobre Cambiasso, quando José Mourinho ainda dirigia o Inter: "Não há nada glamouroso no careca argentino, mas ele é o batimento cardíaco do lado do Inter que se tornou a força dominante no futebol italiano. Exatamente o tipo de meio-campista determinado e exigente José Mourinho ama. Originalmente um destruidor, o jogador de 29 anos se tornou cada vez mais aventureiro do ponto de vista ofensivo, e pesa de seis a oito gols por temporada." 
Goal disse: "No geral, esse jogador é um dos maiores jogadores que já vestiu uma camisa do Inter e adornou o gramado da Série A. Ele é um meio-campista inteligente, capaz de mudar o formato de um jogo fora de sua própria bota. Ele é um dos médios mais influentes do futebol italiano e, por esse motivo e muito mais, certamente será lembrado como um dos jogadores mais talentosos de todos os tempos."  Em 2017, Sean Lunt, do The Versed, o declarou um dos jogadores mais subestimados dos últimos 15 anos.

## Vida pessoal
Cambiasso tem uma filha e um filho. Em 22 de novembro de 2008, sua esposa Claudia deu à luz sua filha Victoria antes da partida de Cambiasso pela Inter contra a Juventus. Depois que o Inter venceu o Derby d'Italia, Cambiasso dedicou a vitória à filha. Seu filho Dante nasceu em 24 de setembro de 2013. Dois dias depois, Cambiasso marcou um gol contra a Fiorentina e o dedicou à sua família.

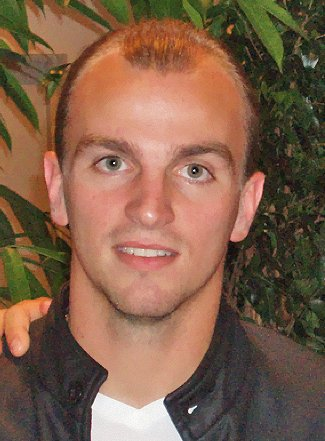
Esteban Cambiasso em uma foto tirada por um fã

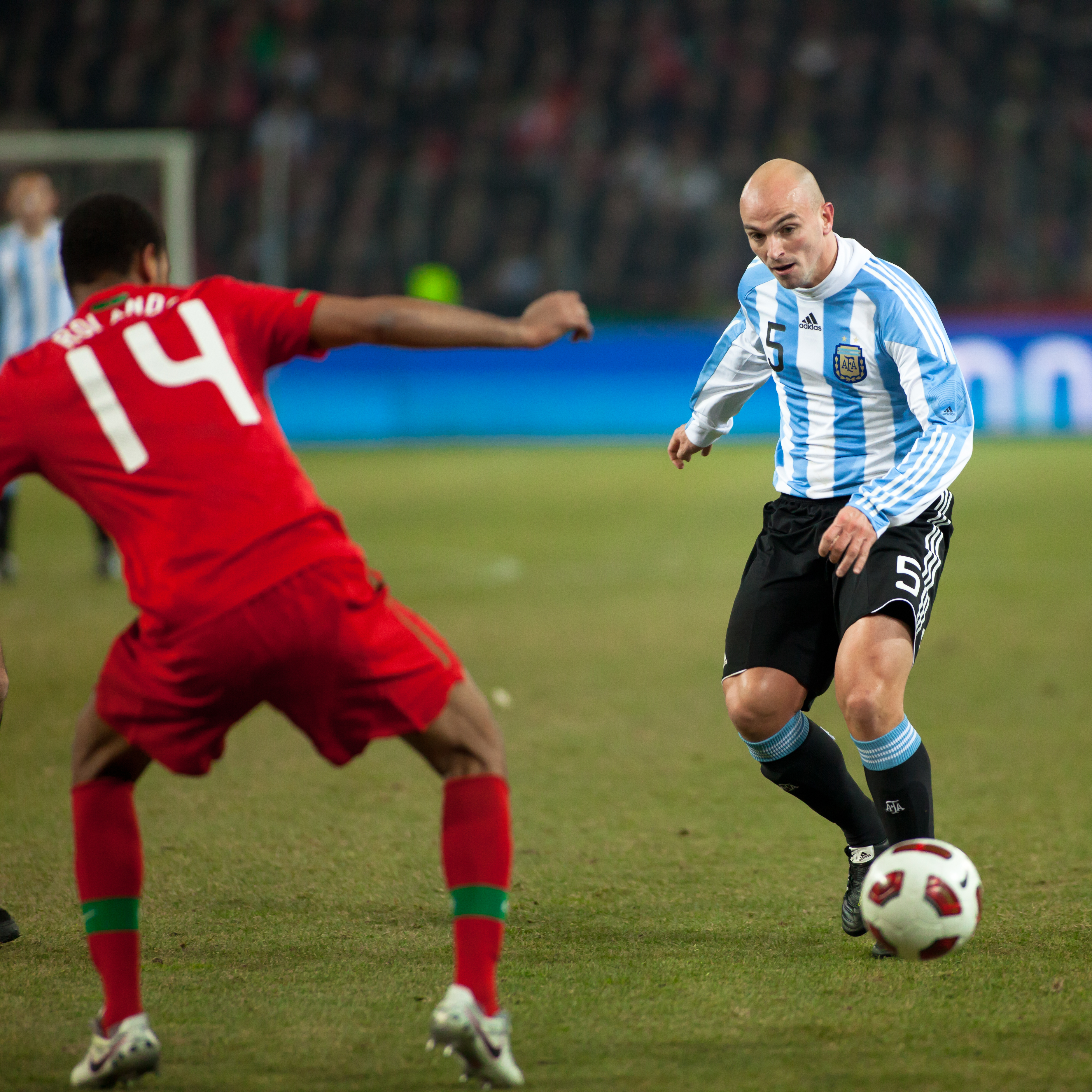
Esteban Cambiasso durante um amistoso entre Argentina e Portugal em Genebra, Suíça, em 9 de fevereiro de 2011

## Títulos
River Plate
- Campeonato Argentino: 2001–02 Clausura

Real Madrid
- Supercopa da UEFA: 2002
- Copa Intercontinental: 2002
- La Liga: 2002–03
- Supercopa da Espanha: 2003

Internazionale
- Copa da Itália: 2004–05, 2005–06, 2009–10 e 2010–11
- Supercopa da Itália: 2005, 2006, 2008 e 2010
- Serie A: 2005–06, 2006–07, 2007–08, 2008–09 e 2009–10
- Liga dos Campeões da UEFA: 2009–10
- Copa do Mundo de Clubes da FIFA: 2010

Olympiacos
- Superliga Grega: 2015–16 e 2016–17

Seleção Argentina Sub-20
- Copa do Mundo FIFA Sub-20: 1997
- Campeonato Sul-Americano Sub-20: 1997 e 1999